# Parosphromenus quindecim
Parosphromenus quindecim je drobná sladkovodní paprskoploutvá ryba z čeledi guramovití (Osphromenidae). Pochází z černých vod ze západního Bornea, z indonéské provincie Západní Kalimantan.